# Pełzak promienisty
Pełzak promienisty (Amoeba radiosa) – gatunek ameby należący do rzędu Euamoebida z supergrupy Amoebozoa. Występuje na dnie wód stojących, wytwarza długie wypustki - nibynóżki, które mogą mieć nawet 100 μm długości.